# Kärnan (supporterklubb)
Kärnan är Helsingborgs IF:s officiella supporterklubb. Ursprungligen benämndes föreningen Kärnan Fans, men år 2000 bytte man namn till endast Kärnan. Dess fullständiga namn är HIF supporterklubb Kärnan. Som officiell supporterklubb utgör Kärnan kontakten mellan Helsingborgs IF och dess supportrar. Klubben hade 658 medlemmar 2015.
Klubben grundades den 30 november 1998, efter Helsingborgs IF:s guldmiss på Ullevi mot då redan avsågade BK Häcken i den då nyss avslutade Fotbollsallsvenskan 1998. Kärnan verkar aktivt mot våld och rasism och arbetar för att få bort den negativa stämpel som klubben anser att Helsingborgspubliken tidigare haft. Klubben förespråkar även att ståplatsläktare skall bevaras på moderna fotbollsarenor. Dess medlemmar brukar av tradition stå på Olympias södra ståplatsläktare, men på senare tid även på sektion 37 i arenans sydöstra hörn, den så kallade "Sjungande 37:an". Efter att den nya södra läktaren tillkommit i samband med Olympias ombyggnad har man återvänt till den södra läktaren.